# Scoparia trapezophora
Scoparia trapezophora là một loài bướm đêm trong họ Crambidae.